# Interlands Faeröers voetbalelftal 2020-2029
Deze pagina toont een chronologisch en gedetailleerd overzicht van de interlands die het Faeröers voetbalelftal speelt en heeft gespeeld in de periode 2020 – 2029.

## Interlands

### 2020
|                                                                                     |                                                                    |       |                                        |                                                                        |
| 3 september UEFA Nations League Groep D1 № 200 «onderlinge duels» 19:45 uur (UTC+1) | Faeröer                                                            | 3 – 2 | Malta                                  | Tórsvøllur, Tórshavn Toeschouwers: 0 Scheidsrechter: Ádám Farkas (HUN) |
| 3 september UEFA Nations League Groep D1 № 200 «onderlinge duels» 19:45 uur (UTC+1) | Klæmint Olsen 26' Andreas Lava Olsen 88' Brandur Hendriksson 90+1' |       | 38' Jurgen Degabriele 74' Andrei Agius | Tórsvøllur, Tórshavn Toeschouwers: 0 Scheidsrechter: Ádám Farkas (HUN) |

|                                                                                     |         |                   |         |                                                                                        |
| 6 september UEFA Nations League Groep D1 № 201 «onderlinge duels» 15:00 uur (UTC+2) | Andorra | 0 – 1             | Faeröer | Estadi Nacional, Andorra la Vella Toeschouwers: 0 Scheidsrechter: Harald Lechner (AUT) |
| 6 september UEFA Nations League Groep D1 № 201 «onderlinge duels» 15:00 uur (UTC+2) |         | 31' Klæmint Olsen |         | Estadi Nacional, Andorra la Vella Toeschouwers: 0 Scheidsrechter: Harald Lechner (AUT) |

|                                                                        |                                                                                            |       |         |                                                                         |
| 7 oktober Vriendschappelijk № 202 «onderlinge duels» 18:00 uur (UTC+2) | Denemarken                                                                                 | 4 – 0 | Faeröer | MCH Arena, Herning Toeschouwers: 207 Scheidsrechter: Glenn Nyberg (SWE) |
| 7 oktober Vriendschappelijk № 202 «onderlinge duels» 18:00 uur (UTC+2) | Andreas Skov Olsen 22' Christian Eriksen 27' (pen.) Joakim Mæhle 32' Andreas Cornelius 45' |       |         | MCH Arena, Herning Toeschouwers: 207 Scheidsrechter: Glenn Nyberg (SWE) |

|                                                                                    |                |       |                     |                                                                              |
| 10 oktober UEFA Nations League Groep D1 № 203 «onderlinge duels» 17:00 uur (UTC+1) | Faeröer        | 1 – 1 | Letland             | Tórsvøllur, Tórshavn Toeschouwers: 447 Scheidsrechter: Ivajlo Stojanov (BUL) |
| 10 oktober UEFA Nations League Groep D1 № 203 «onderlinge duels» 17:00 uur (UTC+1) | Odmar Færø 28' |       | 25' Jānis Ikaunieks | Tórsvøllur, Tórshavn Toeschouwers: 447 Scheidsrechter: Ivajlo Stojanov (BUL) |

|                                                                                    |                                     |       |         |                                                                            |
| 13 oktober UEFA Nations League Groep D1 № 204 «onderlinge duels» 19:45 uur (UTC+1) | Faeröer                             | 2 – 0 | Andorra | Tórsvøllur, Tórshavn Toeschouwers: 412 Scheidsrechter: Antti Munukka (FIN) |
| 13 oktober UEFA Nations League Groep D1 № 204 «onderlinge duels» 19:45 uur (UTC+1) | Klæmint Olsen 19' Klæmint Olsen 33' |       |         | Tórsvøllur, Tórshavn Toeschouwers: 412 Scheidsrechter: Antti Munukka (FIN) |

|                                                                          |                                           |       |                        |                                                                                  |
| 11 november Vriendschappelijk № 205 «onderlinge duels» 19:00 uur (UTC+2) | Litouwen                                  | 2 – 1 | Faeröer                | LFF-stadion, Vilnius Toeschouwers: 0 Scheidsrechter: Aleksandrs Anufrijevs (LVA) |
| 11 november Vriendschappelijk № 205 «onderlinge duels» 19:00 uur (UTC+2) | Gratas Sirgedas 42' Gratas Sirgedas 45+1' |       | 90+2' Gunnar Vatnhamar | LFF-stadion, Vilnius Toeschouwers: 0 Scheidsrechter: Aleksandrs Anufrijevs (LVA) |

|                                                                                     |                      |       |                      |                                                                             |
| 14 november UEFA Nations League Groep D1 № 206 «onderlinge duels» 19:00 uur (UTC+2) | Letland              | 1 – 1 | Faeröer              | Daugavastadion, Riga Toeschouwers: 0 Scheidsrechter: Nikola Dabanović (MNE) |
| 14 november UEFA Nations League Groep D1 № 206 «onderlinge duels» 19:00 uur (UTC+2) | Vladimirs Kamešs 59' |       | 60' Gunnar Vatnhamar | Daugavastadion, Riga Toeschouwers: 0 Scheidsrechter: Nikola Dabanović (MNE) |

|                                                                                     |                         |       |                 |                                                                               |
| 17 november UEFA Nations League Groep D1 № 207 «onderlinge duels» 20:45 uur (UTC+1) | Malta                   | 1 – 1 | Faeröer         | Ta' Qalistadion, Ta' Qali Toeschouwers: 0 Scheidsrechter: Kristo Tohver (EST) |
| 17 november UEFA Nations League Groep D1 № 207 «onderlinge duels» 20:45 uur (UTC+1) | Matthew Guillaumier 54' |       | 70' Ári Jónsson | Ta' Qalistadion, Ta' Qali Toeschouwers: 0 Scheidsrechter: Kristo Tohver (EST) |

### 2021
|                                                                             |                   |       |                    |                                                                             |
| 25 maart WK-kwalificatie Groep F № 208 «onderlinge duels» 21:45 uur (UTC+2) | Moldavië          | 1 – 1 | Faeröer            | Zimbrustadion, Chisinau Toeschouwers: 0 Scheidsrechter: Iwan Griffith (WAL) |
| 25 maart WK-kwalificatie Groep F № 208 «onderlinge duels» 21:45 uur (UTC+2) | Ion Nicolăescu 9' |       | 83' Meinhard Olsen | Zimbrustadion, Chisinau Toeschouwers: 0 Scheidsrechter: Iwan Griffith (WAL) |

|                                                                             |                                                                      |       |                     |                                                                                   |
| 28 maart WK-kwalificatie Groep F № 209 «onderlinge duels» 20:45 uur (UTC+2) | Oostenrijk                                                           | 3 – 1 | Faeröer             | Ernst Happelstadion, Wenen Toeschouwers: 0 Scheidsrechter: Kateryna Monzoel (UKR) |
| 28 maart WK-kwalificatie Groep F № 209 «onderlinge duels» 20:45 uur (UTC+2) | Aleksandar Dragović 30' Christoph Baumgartner 37' Saša Kalajdžić 44' |       | 19' Sonni Nattestad | Ernst Happelstadion, Wenen Toeschouwers: 0 Scheidsrechter: Kateryna Monzoel (UKR) |

|                                                                             |                                                              |       |         |                                                                                   |
| 31 maart WK-kwalificatie Groep F № 210 «onderlinge duels» 19:45 uur (UTC+1) | Schotland                                                    | 4 – 0 | Faeröer | Hampden Park, Glasgow Toeschouwers: 0 Scheidsrechter: Trustin Farrugia Cann (MLT) |
| 31 maart WK-kwalificatie Groep F № 210 «onderlinge duels» 19:45 uur (UTC+1) | John McGinn 7' John McGinn 53' Che Adams 60' Ryan Fraser 70' |       |         | Hampden Park, Glasgow Toeschouwers: 0 Scheidsrechter: Trustin Farrugia Cann (MLT) |

|                                                                     |         |                     |         |                                                                          |
| 4 juni Vriendschappelijk № 211 «onderlinge duels» 19:45 uur (UTC+1) | Faeröer | 0 – 1               | IJsland | Tórsvøllur, Tórshavn Toeschouwers: 0 Scheidsrechter: Kristo Tohver (EST) |
| 4 juni Vriendschappelijk № 211 «onderlinge duels» 19:45 uur (UTC+1) |         | 70' Mikael Anderson |         | Tórsvøllur, Tórshavn Toeschouwers: 0 Scheidsrechter: Kristo Tohver (EST) |

|                                                                     | |       |                       |                                                                                   |
| 7 juni Vriendschappelijk № 212 «onderlinge duels» 19:45 uur (UTC+1) | Faeröer | 5 – 1 | Liechtenstein         | Tórsvøllur, Tórshavn Toeschouwers: 0 Scheidsrechter: Ívar Orri Kristjánsson (ISL) |
| 7 juni Vriendschappelijk № 212 «onderlinge duels» 19:45 uur (UTC+1) | Klæmint Olsen 23' Brandur Hendriksson 38' Brandur Hendriksson 41' Klæmint Olsen 65' Viljormur Davidsen 79' (pen.) |       | 19' Maximilian Göppel | Tórsvøllur, Tórshavn Toeschouwers: 0 Scheidsrechter: Ívar Orri Kristjánsson (ISL) |

|                                                                                |         |                                                                     |        | |
| 1 september WK-kwalificatie Groep F № 213 «onderlinge duels» 19:45 uur (UTC+1) | Faeröer | 0 – 4                                                               | Israël | Tórsvøllur, Tórshavn Toeschouwers: 2.666 Scheidsrechter: Dennis Higler (NED) Video-assistent: Jochem Kamphuis (NED) |
| 1 september WK-kwalificatie Groep F № 213 «onderlinge duels» 19:45 uur (UTC+1) |         | 12' Eran Zahavi 44' Eran Zahavi 52' Moanes Dabour 90+2' Eran Zahavi |        | Tórsvøllur, Tórshavn Toeschouwers: 2.666 Scheidsrechter: Dennis Higler (NED) Video-assistent: Jochem Kamphuis (NED) |

|                                                                                |         |                |            | |
| 4 september WK-kwalificatie Groep F № 214 «onderlinge duels» 19:45 uur (UTC+1) | Faeröer | 0 – 1          | Denemarken | Tórsvøllur, Tórshavn Toeschouwers: 4.620 Scheidsrechter: Fran Jović (CRO) Video-assistent: Mario Zebec (CRO) |
| 4 september WK-kwalificatie Groep F № 214 «onderlinge duels» 19:45 uur (UTC+1) |         | 85' Jonas Wind |            | Tórsvøllur, Tórshavn Toeschouwers: 4.620 Scheidsrechter: Fran Jović (CRO) Video-assistent: Mario Zebec (CRO) |

|                                                                                |                                      |       |                        | |
| 7 september WK-kwalificatie Groep F № 215 «onderlinge duels» 19:45 uur (UTC+1) | Faeröer                              | 2 – 1 | Moldavië               | Tórsvøllur, Tórshavn Toeschouwers: 2.714 Scheidsrechter: Ricardo de Burgos Bengoetxea (ESP) Video-assistent: Jesús Gil Manzano (ESP) |
| 7 september WK-kwalificatie Groep F № 215 «onderlinge duels» 19:45 uur (UTC+1) | Klæmint Olsen 68' Heini Vatnsdal 72' |       | 84' Nicolae Milinceanu | Tórsvøllur, Tórshavn Toeschouwers: 2.714 Scheidsrechter: Ricardo de Burgos Bengoetxea (ESP) Video-assistent: Jesús Gil Manzano (ESP) |

|                                                                              |         |                                       |            | |
| 9 oktober WK-kwalificatie Groep F № 216 «onderlinge duels» 19:45 uur (UTC+1) | Faeröer | 0 – 2                                 | Oostenrijk | Tórsvøllur, Tórshavn Toeschouwers: 3.021 Scheidsrechter: Irfan Peljto (BIH) Video-assistent: Daniele Doveri (ITA) |
| 9 oktober WK-kwalificatie Groep F № 216 «onderlinge duels» 19:45 uur (UTC+1) |         | 26' Konrad Laimer 48' Marcel Sabitzer |            | Tórsvøllur, Tórshavn Toeschouwers: 3.021 Scheidsrechter: Irfan Peljto (BIH) Video-assistent: Daniele Doveri (ITA) |

|                                                                               |         |                  |           | |
| 12 oktober WK-kwalificatie Groep F № 217 «onderlinge duels» 19:45 uur (UTC+1) | Faeröer | 0 – 1            | Schotland | Tórsvøllur, Tórshavn Toeschouwers: 4.233 Scheidsrechter: Matej Jug (SVN) Video-assistent: Rade Obrenovič (SVN) |
| 12 oktober WK-kwalificatie Groep F № 217 «onderlinge duels» 19:45 uur (UTC+1) |         | 86' Lyndon Dykes |           | Tórsvøllur, Tórshavn Toeschouwers: 4.233 Scheidsrechter: Matej Jug (SVN) Video-assistent: Rade Obrenovič (SVN) |

|                                                                                |                                                                  |       |                   | |
| 12 november WK-kwalificatie Groep F № 218 «onderlinge duels» 20:45 uur (UTC+1) | Denemarken                                                       | 3 – 1 | Faeröer           | Parken, Kopenhagen Toeschouwers: 35.531 Scheidsrechter: Radu Petrescu (ROU) Video-assistent: Fabio Maresca (ITA) |
| 12 november WK-kwalificatie Groep F № 218 «onderlinge duels» 20:45 uur (UTC+1) | Andreas Skov Olsen 18' Jacob Bruun Larsen 63' Joakim Mæhle 90+3' |       | 89' Klæmint Olsen | Parken, Kopenhagen Toeschouwers: 35.531 Scheidsrechter: Radu Petrescu (ROU) Video-assistent: Fabio Maresca (ITA) |

|                                                                                |                                                           |       |                                       | |
| 15 november WK-kwalificatie Groep F № 219 «onderlinge duels» 21:45 uur (UTC+2) | Israël                                                    | 3 – 2 | Faeröer                               | Netanjastadion, Netanja Toeschouwers: 6.800 Scheidsrechter: Jérôme Brisard (FRA) Video-assistent: Stéphanie Frappart (FRA) |
| 15 november WK-kwalificatie Groep F № 219 «onderlinge duels» 21:45 uur (UTC+2) | Moanes Dabour 30' (pen.) Shon Weissman 58' Dor Peretz 74' |       | 62' Sølvi Vatnhamar 72' Klæmint Olsen | Netanjastadion, Netanja Toeschouwers: 6.800 Scheidsrechter: Jérôme Brisard (FRA) Video-assistent: Stéphanie Frappart (FRA) |

### 2022
|                                                                       |           |       |         |                                                                                |
| 26 maart Vriendschappelijk № 220 «onderlinge duels» 18:00 uur (UTC+1) | Gibraltar | 0 – 0 | Faeröer | Victoriastadion, Gibraltar Toeschouwers: 727 Scheidsrechter: David Coote (ENG) |
| 26 maart Vriendschappelijk № 220 «onderlinge duels» 18:00 uur (UTC+1) |           |       |         | Victoriastadion, Gibraltar Toeschouwers: 727 Scheidsrechter: David Coote (ENG) |

|                                                                       |               |                       |         |                                                                                          |
| 29 maart Vriendschappelijk № 221 «onderlinge duels» 17:00 uur (UTC+2) | Liechtenstein | 0 – 1                 | Faeröer | Pinatar Arena, San Pedro del Pinatar Toeschouwers: 0 Scheidsrechter: Jason Barcelo (GIB) |
| 29 maart Vriendschappelijk № 221 «onderlinge duels» 17:00 uur (UTC+2) |               | 39' Patrik Johannesen |         | Pinatar Arena, San Pedro del Pinatar Toeschouwers: 0 Scheidsrechter: Jason Barcelo (GIB) |

|                                                                                |                                                                           |       |         | |
| 4 juni UEFA Nations League Groep C1 № 222 «onderlinge duels» 21:45 uur (UTC+3) | Turkije                                                                   | 4 – 0 | Faeröer | Başakşehir Fatih Terimstadion, Istanboel Toeschouwers: 9.515 Scheidsrechter: Trustin Farrugia Cann (MLT) Video-assistent: Daniele Doveri (ITA) |
| 4 juni UEFA Nations League Groep C1 № 222 «onderlinge duels» 21:45 uur (UTC+3) | Cengiz Ünder 37' Halil Dervişoğlu 47' Serdar Dursun 82' Merih Demiral 85' |       |         | Başakşehir Fatih Terimstadion, Istanboel Toeschouwers: 9.515 Scheidsrechter: Trustin Farrugia Cann (MLT) Video-assistent: Daniele Doveri (ITA) |

|                                                                                |         |                             |           | |
| 7 juni UEFA Nations League Groep C1 № 223 «onderlinge duels» 19:45 uur (UTC+1) | Faeröer | 0 – 1                       | Luxemburg | Tórsvøllur, Tórshavn Toeschouwers: 2.313 Scheidsrechter: Robert Hennessy (IRL) Video-assistent: Gianluca Aureliano (ITA) |
| 7 juni UEFA Nations League Groep C1 № 223 «onderlinge duels» 19:45 uur (UTC+1) |         | 74' (pen.) Gerson Rodrigues |           | Tórsvøllur, Tórshavn Toeschouwers: 2.313 Scheidsrechter: Robert Hennessy (IRL) Video-assistent: Gianluca Aureliano (ITA) |

|                                                                                 |                                                   |       |                   | |
| 11 juni UEFA Nations League Groep C1 № 224 «onderlinge duels» 17:00 uur (UTC+1) | Faeröer                                           | 2 – 1 | Litouwen          | Tórsvøllur, Tórshavn Toeschouwers: 2.278 Scheidsrechter: Igor Pajač (CRO) Video-assistent: Dario Bel (CRO) |
| 11 juni UEFA Nations League Groep C1 № 224 «onderlinge duels» 17:00 uur (UTC+1) | Viljormur Davidsen 20' (pen.) Jákup Andreasen 45' |       | 6' Fiodor Černych | Tórsvøllur, Tórshavn Toeschouwers: 2.278 Scheidsrechter: Igor Pajač (CRO) Video-assistent: Dario Bel (CRO) |

|                                                                                 |                                                  |       |                                             | |
| 14 juni UEFA Nations League Groep C1 № 225 «onderlinge duels» 20:45 uur (UTC+2) | Luxemburg                                        | 2 – 2 | Faeröer                                     | Stade de Luxembourg, Luxemburg Toeschouwers: 5.325 Scheidsrechter: Michael Fabbri (ITA) Video-assistent: Marco Guida (ITA) |
| 14 juni UEFA Nations League Groep C1 № 225 «onderlinge duels» 20:45 uur (UTC+2) | Gerson Rodrigues 12' (pen.) Leandro Barreiro 49' |       | 57' Jóannes Bjartalíð 59' Jóannes Bjartalíð | Stade de Luxembourg, Luxemburg Toeschouwers: 5.325 Scheidsrechter: Michael Fabbri (ITA) Video-assistent: Marco Guida (ITA) |

|                                                                                      |                     |       |                     | |
| 22 september UEFA Nations League Groep C1 № 226 «onderlinge duels» 21:45 uur (UTC+3) | Litouwen            | 1 – 1 | Faeröer             | LFF-stadion, Vilnius Toeschouwers: 2.376 Scheidsrechter: Vilhjálmur Alvar Þórarinsson (ISL) Video-assistent: Pascal Müller (GER) |
| 22 september UEFA Nations League Groep C1 № 226 «onderlinge duels» 21:45 uur (UTC+3) | Vykintas Slivka 41' |       | 22' Jákup Andreasen | LFF-stadion, Vilnius Toeschouwers: 2.376 Scheidsrechter: Vilhjálmur Alvar Þórarinsson (ISL) Video-assistent: Pascal Müller (GER) |

|                                                                                      |                                                  |       |                   | |
| 25 september UEFA Nations League Groep C1 № 227 «onderlinge duels» 19:45 uur (UTC+1) | Faeröer                                          | 2 – 1 | Turkije           | Tórsvøllur, Tórshavn Toeschouwers: 2.056 Scheidsrechter: Sergiej Bojko (UKR) Video-assistent: Luca Pairetto (ITA) |
| 25 september UEFA Nations League Groep C1 № 227 «onderlinge duels» 19:45 uur (UTC+1) | Viljormur Davidsen 51' Jóan Símun Edmundsson 59' |       | 89' Serdar Gürler | Tórsvøllur, Tórshavn Toeschouwers: 2.056 Scheidsrechter: Sergiej Bojko (UKR) Video-assistent: Luca Pairetto (ITA) |

|                                                                          |                                                                                              |       |         |                                                                                 |
| 16 november Vriendschappelijk № 228 «onderlinge duels» 18:00 uur (UTC+1) | Tsjechië                                                                                     | 5 – 0 | Faeröer | Andrův stadion, Olomouc Toeschouwers: 10.762 Scheidsrechter: Martin Dohál (SVK) |
| 16 november Vriendschappelijk № 228 «onderlinge duels» 18:00 uur (UTC+1) | Mojmír Chytil 13' Mojmír Chytil 19' Mojmír Chytil 23' Václav Černý 42' Patrizio Stronati 76' |       |         | Andrův stadion, Olomouc Toeschouwers: 10.762 Scheidsrechter: Martin Dohál (SVK) |

|                                                                          |                  |       |                          |                                                                                      |
| 19 november Vriendschappelijk № 229 «onderlinge duels» 18:00 uur (UTC+1) | Kosovo           | 1 – 1 | Faeröer                  | Fadil Vokrristadion, Pristina Toeschouwers: 2.000 Scheidsrechter: Juxhin Xhaja (ALB) |
| 19 november Vriendschappelijk № 229 «onderlinge duels» 18:00 uur (UTC+1) | Uran Bislimi 64' |       | 77' Stefan Radosavljevic | Fadil Vokrristadion, Pristina Toeschouwers: 2.000 Scheidsrechter: Juxhin Xhaja (ALB) |

### 2023
|                                                                             |                           |       |                    | |
| 24 maart EK-kwalificatie Groep E № 230 «onderlinge duels» 21:45 uur (UTC+2) | Moldavië                  | 1 – 1 | Faeröer            | Zimbrustadion, Chisinau Toeschouwers: 4.732 Scheidsrechter: Nick Walsh (SCO) Video-assistent: David Coote (ENG) |
| 24 maart EK-kwalificatie Groep E № 230 «onderlinge duels» 21:45 uur (UTC+2) | Ion Nicolăescu 87' (pen.) |       | 27' Mads Mikkelsen | Zimbrustadion, Chisinau Toeschouwers: 4.732 Scheidsrechter: Nick Walsh (SCO) Video-assistent: David Coote (ENG) |

|                                                                       |                   |       |         |                                                                                 |
| 27 maart Vriendschappelijk № 231 «onderlinge duels» 18:00 uur (UTC+2) | Noord-Macedonië   | 1 – 0 | Faeröer | Toše Proeskiarena, Skopje Toeschouwers: 500 Scheidsrechter: Miloš Savović (MNE) |
| 27 maart Vriendschappelijk № 231 «onderlinge duels» 18:00 uur (UTC+2) | Bojan Miovski 81' |       |         | Toše Proeskiarena, Skopje Toeschouwers: 500 Scheidsrechter: Miloš Savović (MNE) |

|                                                                            |         |                                                       |          | |
| 17 juni EK-kwalificatie Groep E № 232 «onderlinge duels» 19:45 uur (UTC+1) | Faeröer | 0 – 3                                                 | Tsjechië | Tórsvøllur, Tórshavn Toeschouwers: 2.232 Scheidsrechter: Arda Kardeşler (TUR) Video-assistent: Abdulkadir Bitigen (TUR) |
| 17 juni EK-kwalificatie Groep E № 232 «onderlinge duels» 19:45 uur (UTC+1) |         | 15' Ladislav Krejčí 44' Václav Černý 75' Václav Černý |          | Tórsvøllur, Tórshavn Toeschouwers: 2.232 Scheidsrechter: Arda Kardeşler (TUR) Video-assistent: Abdulkadir Bitigen (TUR) |

|                                                                            |                  |       |                                                     | |
| 20 juni EK-kwalificatie Groep E № 233 «onderlinge duels» 19:45 uur (UTC+1) | Faeröer          | 1 – 3 | Albanië                                             | Tórsvøllur, Tórshavn Toeschouwers: 2.507 Scheidsrechter: Chrysovalantis Theouli (CYP) Video-assistent: Aggelos Evangelou (GRE) |
| 20 juni EK-kwalificatie Groep E № 233 «onderlinge duels» 19:45 uur (UTC+1) | Odmar Færø 45+1' |       | 20' Nedim Bajrami 51' Jasir Asani 90+1' Ernest Muçi | Tórsvøllur, Tórshavn Toeschouwers: 2.507 Scheidsrechter: Chrysovalantis Theouli (CYP) Video-assistent: Aggelos Evangelou (GRE) |

|                                                                                |                                                      |       |         | |
| 7 september EK-kwalificatie Groep E № 234 «onderlinge duels» 20:45 uur (UTC+2) | Polen                                                | 2 – 0 | Faeröer | Nationaal Stadion, Warschau Toeschouwers: 54.129 Scheidsrechter: David Šmajc (SVN) Video-assistent: Matej Jug (SVN) |
| 7 september EK-kwalificatie Groep E № 234 «onderlinge duels» 20:45 uur (UTC+2) | Robert Lewandowski 73' (pen.) Robert Lewandowski 83' |       |         | Nationaal Stadion, Warschau Toeschouwers: 54.129 Scheidsrechter: David Šmajc (SVN) Video-assistent: Matej Jug (SVN) |

|                                                                                 |         |                |          | |
| 10 september EK-kwalificatie Groep E № 235 «onderlinge duels» 17:00 uur (UTC+1) | Faeröer | 0 – 1          | Moldavië | Tórsvøllur, Tórshavn Toeschouwers: 2.710 Scheidsrechter: Vassilis Fotias (GRE) Video-assistent: Aggelos Evangelou (GRE) |
| 10 september EK-kwalificatie Groep E № 235 «onderlinge duels» 17:00 uur (UTC+1) |         | 53' Vadim Raţă |          | Tórsvøllur, Tórshavn Toeschouwers: 2.710 Scheidsrechter: Vassilis Fotias (GRE) Video-assistent: Aggelos Evangelou (GRE) |

|                                                                               |         |                                       |       | |
| 12 oktober EK-kwalificatie Groep E № 236 «onderlinge duels» 19:45 uur (UTC+1) | Faeröer | 0 – 2                                 | Polen | Tórsvøllur, Tórshavn Toeschouwers: 3.220 Scheidsrechter: Allard Lindhout (NED) Video-assistent: Jochem Kamphuis (NED) |
| 12 oktober EK-kwalificatie Groep E № 236 «onderlinge duels» 19:45 uur (UTC+1) |         | 4' Sebastian Szymański 65' Adam Buksa |       | Tórsvøllur, Tórshavn Toeschouwers: 3.220 Scheidsrechter: Allard Lindhout (NED) Video-assistent: Jochem Kamphuis (NED) |

|                                                                               |                         |       |         | |
| 15 oktober EK-kwalificatie Groep E № 237 «onderlinge duels» 18:00 uur (UTC+2) | Tsjechië                | 1 – 0 | Faeröer | Stadion města Plzně, Pilsen Toeschouwers: 9.115 Scheidsrechter: Rohit Saggi (NOR) Video-assistent: Clay Ruperti (NED) |
| 15 oktober EK-kwalificatie Groep E № 237 «onderlinge duels» 18:00 uur (UTC+2) | Tomáš Souček 76' (pen.) |       |         | Stadion města Plzně, Pilsen Toeschouwers: 9.115 Scheidsrechter: Rohit Saggi (NOR) Video-assistent: Clay Ruperti (NED) |

|                                                                          |                                        |       |         |                                                                                               |
| 16 november Vriendschappelijk № 238 «onderlinge duels» 18:00 uur (UTC+1) | Noorwegen                              | 2 – 0 | Faeröer | Ullevaalstadion, Oslo Toeschouwers: 11.071 Scheidsrechter: Vilhjálmur Alvar Þórarinsson (ISL) |
| 16 november Vriendschappelijk № 238 «onderlinge duels» 18:00 uur (UTC+1) | Jørgen Strand Larsen 3' Oscar Bobb 24' |       |         | Ullevaalstadion, Oslo Toeschouwers: 11.071 Scheidsrechter: Vilhjálmur Alvar Þórarinsson (ISL) |

|                                                                                |         |       |         | |
| 20 november EK-kwalificatie Groep E № 239 «onderlinge duels» 20:45 uur (UTC+1) | Albanië | 0 – 0 | Faeröer | Air Albaniastadion, Tirana Toeschouwers: 21.456 Scheidsrechter: Sven Jablonski (GER) Video-assistent: Bastian Dankert (GER) |
| 20 november EK-kwalificatie Groep E № 239 «onderlinge duels» 20:45 uur (UTC+1) |         |       |         | Air Albaniastadion, Tirana Toeschouwers: 21.456 Scheidsrechter: Sven Jablonski (GER) Video-assistent: Bastian Dankert (GER) |

### 2024
|                                                                       |               | |         |                                                                                         |
| 22 maart Vriendschappelijk № 240 «onderlinge duels» 18:00 uur (UTC+1) | Liechtenstein | 0 – 4                                                                                                   | Faeröer | Marbella Football Center, Marbella Toeschouwers: 25 Scheidsrechter: Jason Barcelo (GIB) |
| 22 maart Vriendschappelijk № 240 «onderlinge duels» 18:00 uur (UTC+1) |               | 3' Pætur Joensson Petersen 45+1' Pætur Joensson Petersen 49' Adrian Justinussen 90+2' Arnbjørn Svensson |         | Marbella Football Center, Marbella Toeschouwers: 25 Scheidsrechter: Jason Barcelo (GIB) |

|                                                                       |                                             |       |         | |
| 26 maart Vriendschappelijk № 241 «onderlinge duels» 20:15 uur (UTC+1) | Denemarken                                  | 2 – 0 | Faeröer | Brøndbystadion, Brøndby Toeschouwers: 17.332 Scheidsrechter: Philip Farrugia (MLT) Video-assistent: Sascha Stegemann (GER) |
| 26 maart Vriendschappelijk № 241 «onderlinge duels» 20:15 uur (UTC+1) | Pierre-Emile Højbjerg 8' Mohamed Daramy 52' |       |         | Brøndbystadion, Brøndby Toeschouwers: 17.332 Scheidsrechter: Philip Farrugia (MLT) Video-assistent: Sascha Stegemann (GER) |

|                                                                   |                                                                |       |                   |                                                                                       |
| 8 juni Baltische Beker № 242 «onderlinge duels» 19:00 uur (UTC+3) | Estland                                                        | 4 – 1 | Faeröer           | A. Le Coq Arena, Tallinn Toeschouwers: 3.919 Scheidsrechter: Robertas Valikonis (LTU) |
| 8 juni Baltische Beker № 242 «onderlinge duels» 19:00 uur (UTC+3) | Alex Tamm 43' Henri Anier 49' Edgar Tur 83' Danil Kuraksin 90' |       | 24' Petur Knudsen | A. Le Coq Arena, Tallinn Toeschouwers: 3.919 Scheidsrechter: Robertas Valikonis (LTU) |

|                                                                    |                      |       |         |                                                                                 |
| 11 juni Baltische Beker № 243 «onderlinge duels» 19:00 uur (UTC+3) | Letland              | 1 – 0 | Faeröer | Daugavastadion, Liepāja Toeschouwers: 1.414 Scheidsrechter: Kristo Tohver (EST) |
| 11 juni Baltische Beker № 243 «onderlinge duels» 19:00 uur (UTC+3) | Andrejs Cigaņiks 50' |       |         | Daugavastadion, Liepāja Toeschouwers: 1.414 Scheidsrechter: Kristo Tohver (EST) |

|                                                                                     |                              |       |                        | |
| 7 september UEFA Nations League Groep C4 № 244 «onderlinge duels» 14:00 uur (UTC+1) | Faeröer                      | 1 – 1 | Noord-Macedonië        | Tórsvøllur, Tórshavn Toeschouwers: 2.057 Scheidsrechter: Manfredas Lukjančukas (LTU) Video-assistent: Benjamin Brand (GER) |
| 7 september UEFA Nations League Groep C4 № 244 «onderlinge duels» 14:00 uur (UTC+1) | Viljormur Davidsen 9' (pen.) |       | 49' (pen.) Enis Bardhi | Tórsvøllur, Tórshavn Toeschouwers: 2.057 Scheidsrechter: Manfredas Lukjančukas (LTU) Video-assistent: Benjamin Brand (GER) |

|                                                                                      |                       |       |         | |
| 10 september UEFA Nations League Groep C4 № 245 «onderlinge duels» 19:00 uur (UTC+3) | Letland               | 1 – 0 | Faeröer | Skontostadion, Riga Toeschouwers: 5.808 Scheidsrechter: Duje Strukan (CRO) Video-assistent: Ivan Bebek (CRO) |
| 10 september UEFA Nations League Groep C4 № 245 «onderlinge duels» 19:00 uur (UTC+3) | Renārs Varslavāns 64' |       |         | Skontostadion, Riga Toeschouwers: 5.808 Scheidsrechter: Duje Strukan (CRO) Video-assistent: Ivan Bebek (CRO) |

|                                                                                    |                                            |       |                                         | |
| 10 oktober UEFA Nations League Groep C4 № 246 «onderlinge duels» 19:45 uur (UTC+1) | Faeröer                                    | 2 – 2 | Armenië                                 | Tórsvøllur, Tórshavn Toeschouwers: 1.852 Scheidsrechter: Oleksij Derevinskyj (UKR) Video-assistent: Mykola Balakin (UKR) |
| 10 oktober UEFA Nations League Groep C4 № 246 «onderlinge duels» 19:45 uur (UTC+1) | Jann Benjaminsen 37' Jóannes Bjartalíð 85' |       | 44' Lucas Zelarayán 90+3' Gor Manveljan | Tórsvøllur, Tórshavn Toeschouwers: 1.852 Scheidsrechter: Oleksij Derevinskyj (UKR) Video-assistent: Mykola Balakin (UKR) |

|                                                                                    |                    |       |                | |
| 13 oktober UEFA Nations League Groep C4 № 247 «onderlinge duels» 19:45 uur (UTC+1) | Faeröer            | 1 – 1 | Letland        | Tórsvøllur, Tórshavn Toeschouwers: 2.017 Scheidsrechter: Philip Farrugia (MLT) Video-assistent: Paolo Mazzoleni (ITA) |
| 13 oktober UEFA Nations League Groep C4 № 247 «onderlinge duels» 19:45 uur (UTC+1) | Hanus Sørensen 40' |       | 69' Dario Šits | Tórsvøllur, Tórshavn Toeschouwers: 2.017 Scheidsrechter: Philip Farrugia (MLT) Video-assistent: Paolo Mazzoleni (ITA) |

|                                                                                     |         |                               |         | |
| 14 november UEFA Nations League Groep C4 № 248 «onderlinge duels» 21:00 uur (UTC+4) | Armenië | 0 – 1                         | Faeröer | Republikeins Stadion Vazgen Sargsian, Jerevan Toeschouwers: 6.043 Scheidsrechter: Anastasios Sidiropoulos (GRE) Video-assistent: Athanasios Tzilos (GRE) |
| 14 november UEFA Nations League Groep C4 № 248 «onderlinge duels» 21:00 uur (UTC+4) |         | 33' (pen.) Viljormur Davidsen |         | Republikeins Stadion Vazgen Sargsian, Jerevan Toeschouwers: 6.043 Scheidsrechter: Anastasios Sidiropoulos (GRE) Video-assistent: Athanasios Tzilos (GRE) |

|                                                                                     |                   |       |         | |
| 17 november UEFA Nations League Groep C4 № 249 «onderlinge duels» 15:00 uur (UTC+1) | Noord-Macedonië   | 1 – 0 | Faeröer | Toše Proeskiarena, Skopje Toeschouwers: 7.450 Scheidsrechter: Daniel Schlager (GER) Video-assistent: Daniel Siebert (GER) |
| 17 november UEFA Nations League Groep C4 № 249 «onderlinge duels» 15:00 uur (UTC+1) | Bojan Miovski 62' |       |         | Toše Proeskiarena, Skopje Toeschouwers: 7.450 Scheidsrechter: Daniel Schlager (GER) Video-assistent: Daniel Siebert (GER) |

### 2025
|                                                                             |                                     |       |                      | |
| 22 maart WK-kwalificatie Groep L № 250 «onderlinge duels» 20:45 uur (UTC+1) | Tsjechië                            | 2 – 1 | Faeröer              | Malšovická aréna, Hradec Králové Toeschouwers: 8.978 Scheidsrechter: Rade Obrenovič (SVN) Video-assistent: Daniele Doveri (ITA) |
| 22 maart WK-kwalificatie Groep L № 250 «onderlinge duels» 20:45 uur (UTC+1) | Patrik Schick 25' Patrik Schick 85' |       | 83' Gunnar Vatnhamar | Malšovická aréna, Hradec Králové Toeschouwers: 8.978 Scheidsrechter: Rade Obrenovič (SVN) Video-assistent: Daniele Doveri (ITA) |

|                                                                             |                 |       |         | |
| 25 maart WK-kwalificatie Groep L № 251 «onderlinge duels» 20:45 uur (UTC+1) | Montenegro      | 1 – 0 | Faeröer | Stadion Gradski, Nikšić Toeschouwers: 3.226 Scheidsrechter: Allard Lindhout (NED) Video-assistent: Jeroen Manschot (NED) |
| 25 maart WK-kwalificatie Groep L № 251 «onderlinge duels» 20:45 uur (UTC+1) | Edvin Kuč 90+6' |       |         | Stadion Gradski, Nikšić Toeschouwers: 3.226 Scheidsrechter: Allard Lindhout (NED) Video-assistent: Jeroen Manschot (NED) |

|                                                                     |                       |       |         |                                                                                             |
| 5 juni Vriendschappelijk № 252 «onderlinge duels» 20:00 uur (UTC+4) | Georgië               | 1 – 0 | Faeröer | Boris Paitsjadzestadion, Tbilisi Toeschouwers: 17.645 Scheidsrechter: Jasper Vergoote (BEL) |
| 5 juni Vriendschappelijk № 252 «onderlinge duels» 20:00 uur (UTC+4) | Loeka Lotsjosjvili 9' |       |         | Boris Paitsjadzestadion, Tbilisi Toeschouwers: 17.645 Scheidsrechter: Jasper Vergoote (BEL) |

|                                                                           |                                              |       |                   | |
| 9 juni WK-kwalificatie Groep L № 253 «onderlinge duels» 19:45 uur (UTC+1) | Faeröer                                      | 2 – 1 | Gibraltar         | Tórsvøllur, Tórshavn Toeschouwers: 2.632 Scheidsrechter: Yigal Frid (ISR) Video-assistent: Ziv Adler (ISR) |
| 9 juni WK-kwalificatie Groep L № 253 «onderlinge duels» 19:45 uur (UTC+1) | Árni Frederiksberg 71' Patrik Johannesen 86' |       | 23' James Scanlon | Tórsvøllur, Tórshavn Toeschouwers: 2.632 Scheidsrechter: Yigal Frid (ISR) Video-assistent: Ziv Adler (ISR) |

|                                                                                |         |   |         |                                                                  |
| 5 september WK-kwalificatie Groep L № 254 «onderlinge duels» 19:45 uur (UTC+1) | Faeröer | – | Kroatië | Tórsvøllur, Tórshavn Toeschouwers: n.n.b. Scheidsrechter: n.n.b. |
| 5 september WK-kwalificatie Groep L № 254 «onderlinge duels» 19:45 uur (UTC+1) |         |   |         | Tórsvøllur, Tórshavn Toeschouwers: n.n.b. Scheidsrechter: n.n.b. |

|                                                                                |           |   |         |                                                    |
| 8 september WK-kwalificatie Groep L № 255 «onderlinge duels» 20:45 uur (UTC+2) | Gibraltar | – | Faeröer | n.n.b. Toeschouwers: n.n.b. Scheidsrechter: n.n.b. |
| 8 september WK-kwalificatie Groep L № 255 «onderlinge duels» 20:45 uur (UTC+2) |           |   |         | n.n.b. Toeschouwers: n.n.b. Scheidsrechter: n.n.b. |

|                                                                              |         |   |            |                                                                  |
| 9 oktober WK-kwalificatie Groep L № 256 «onderlinge duels» 19:45 uur (UTC+1) | Faeröer | – | Montenegro | Tórsvøllur, Tórshavn Toeschouwers: n.n.b. Scheidsrechter: n.n.b. |
| 9 oktober WK-kwalificatie Groep L № 256 «onderlinge duels» 19:45 uur (UTC+1) |         |   |            | Tórsvøllur, Tórshavn Toeschouwers: n.n.b. Scheidsrechter: n.n.b. |

|                                                                               |         |   |          |                                                                  |
| 12 oktober WK-kwalificatie Groep L № 257 «onderlinge duels» 17:00 uur (UTC+1) | Faeröer | – | Tsjechië | Tórsvøllur, Tórshavn Toeschouwers: n.n.b. Scheidsrechter: n.n.b. |
| 12 oktober WK-kwalificatie Groep L № 257 «onderlinge duels» 17:00 uur (UTC+1) |         |   |          | Tórsvøllur, Tórshavn Toeschouwers: n.n.b. Scheidsrechter: n.n.b. |

|                                                                                |         |   |         |                                                    |
| 14 november WK-kwalificatie Groep L № 258 «onderlinge duels» 20:45 uur (UTC+1) | Kroatië | – | Faeröer | n.n.b. Toeschouwers: n.n.b. Scheidsrechter: n.n.b. |
| 14 november WK-kwalificatie Groep L № 258 «onderlinge duels» 20:45 uur (UTC+1) |         |   |         | n.n.b. Toeschouwers: n.n.b. Scheidsrechter: n.n.b. |

FSF · A-internationals · Statistieken · Bondscoaches · Faeröers vrouwenelftal · Faeröer U21 · Faeröer U20 · Faeröer U19 · Faeröer U18 · Faeröer U17 · Faeröer U16
1988 – 1989 ·
1990 – 1999 ·
2000 – 2009 ·
2010 – 2019 ·
2020 – 2029
1988 · 
1989 · 
1990 ·
1991 · 
1992 · 
1993 · 
1994 · 
1995 · 
1996 · 
1997 · 
1998 · 
1999 · 
2000 · 
2001 · 
2002 · 
2003 · 
2004 · 
2005 · 
2006 · 
2007 · 
2008 · 
2009 · 
2010 · 
2011 · 
2012 · 
2013 · 
2014 · 
2015 · 
2016 ·
2017 ·
2018 ·
2019 ·
2020 ·
2021 ·
2022 ·
2023 ·
2024
Albanië ·
Andorra ·
Armenië ·
Azerbeidzjan ·
België ·
Bosnië en Herzegovina ·
Canada ·
Cyprus ·
Denemarken ·
Duitsland ·
Estland ·
Finland ·
Frankrijk ·
Georgië ·
Gibraltar ·
Griekenland ·
Hongarije ·
Ierland ·
IJsland ·
Israël ·
Italië ·
Joegoslavië ·
Kazachstan ·
Kosovo ·
Kroatië ·
Letland · 
Liechtenstein ·
Litouwen ·
Luxemburg ·
Malta ·
Moldavië ·
Montenegro ·
Nederland ·
Noord-Ierland ·
Noord-Macedonië ·
Noorwegen ·
Oekraïne ·
Oostenrijk ·
Polen ·
Portugal ·
Roemenië ·
Rusland ·
San Marino ·
Schotland ·
Servië ·
Servië en Montenegro · 
Slovenië ·
Slowakije ·
Spanje ·
Thailand ·
Tsjechië ·
Tsjecho-Slowakije ·
Turkije ·
Wales ·
Zweden ·
Zwitserland
CONMEBOL: Argentinië · Bolivia · Brazilië · Chili · Colombia · Ecuador · Paraguay · Peru · Uruguay · Venezuela

UEFA: Albanië · Andorra · Armenië · Azerbeidzjan · België · Bosnië en Herzegovina · Bulgarije · Cyprus · Denemarken · Duitsland · Engeland · Estland · Faeröer · Finland · Frankrijk · Georgië · Gibraltar · Griekenland · Hongarije · IJsland · Ierland · Israël · Italië · Kazachstan · Kosovo · Kroatië · Letland · Liechtenstein · Litouwen · Luxemburg · Malta · Moldavië · Montenegro · Nederland · Noord-Ierland · Noord-Macedonië · Noorwegen · Oekraïne · Oostenrijk · Polen · Portugal · Roemenië · Rusland · San Marino · Schotland · Servië · Slovenië · Slowakije · Spanje · Tsjechië · Turkije · Wales · Wit-Rusland · Zweden · Zwitserland

AFC: Australië · China · Irak · Iran · Japan · Libanon · Oezbekistan · Oman · Qatar · Saoedi-Arabië · Syrië · Verenigde Arabische Emiraten · Vietnam · Zuid-Korea

CAF: Algerije · Burkina Faso · Congo-Kinshasa · Egypte · Ghana · Ivoorkust · Kaapverdië · Kameroen · Mali · Marokko · Nigeria · Senegal · Tunesië · Zuid-Afrika

CONCACAF: Canada · Costa Rica · Curaçao · El Salvador · Honduras · Jamaica · Mexico · Panama · Suriname · Verenigde Staten

OFC: Nieuw-Zeeland